# Tsedengiin Narmandach
Tsedengiin Narmandach (mongolisch Цэдэнгийн Нармандах, englisch Tsedengiin Narmandakh, wiss. Transliteration Cėdėngijn Narmandach; * 15. November 1956) ist ein ehemaliger mongolischer Boxer.

## Sport
Tsedengiin Narmandach trat bei den Olympischen Sommerspielen 1980 in Moskau an. Im Bantamgewichtsturnier kam er auf Rang 17.